# Premi Platino a la millor pel·lícula documental
El Premi Platino la millor pel·lícula documental és un dels premis al mèrit atorgats per Entitat de Gestió de Drets dels Productors Audiovisuals i Federació Iberoamericana de Productors Cinematogràfics i Audiovisuals dirigit als productors dels documentals candidats. Les pel·lícules que poden optar per a aquesta categoria són "totes aquelles que puguin considerar-se de no ﬁcción (tant d'imatge real com d'animació) que tinguin més de 60 minuts de durada i que tractin de manera creativa temàtiques culturals, artístiques, històriques, socials, cientíﬁcas, econòmiques, tècniques o de qualsevol altre tipus i que compleixin les presents bases. Aquestes pel·lícules han d'haver estat ﬁlmadas en l'actualitat i poden utilitzar recreacions, materials d'arxiu, animacions, imatges preexistents remuntades o qualssevol altres tècniques, sempre que l'èmfasi temàtic recaigui en un fet, activitat o esdeveniment, i no en una ﬁcció".

## Guanyadores i finalistes
Indica la pel·lícula guanyadora en cada edició.

### 2010s
| Edició                              | Pel·lícula                          | Direcció                             | País(os) de producció                        | Ref.  |
| ----------------------------------- | ----------------------------------- | ------------------------------------ | -------------------------------------------- | ----- |
| 2014 I edició dels Premis Platino   | Con la pata quebrada                | Diego Galán                          | Espanya                                      |       |
| 2014 I edició dels Premis Platino   | Cuates de Australia                 | Everardo González                    | Mèxic                                        | [ 2 ] |
| 2014 I edició dels Premis Platino   | La eterna noche de las doce lunas   | Priscila Padilla                     | Colòmbia, Bolívia                            | [ 2 ] |
| 2014 I edició dels Premis Platino   | O Dia que Durou 21 Anos             | Camilo Tavares                       | Brasil                                       | [ 2 ] |
| 2014 I edició dels Premis Platino   | Sigo siendo                         | Javier Corcuera                      | Perú, Espanya                                | [ 2 ] |
| 2015 II edició dels Premis Platino  | La sal de la terra                  | Juliano Ribeiro Salgado, Wim Wenders | Brasil                                       |       |
| 2015 II edició dels Premis Platino  | El vals de los inútiles             | Edison Cájas                         | Xile, Argentina                              |       |
| 2015 II edició dels Premis Platino  | Nacido en Gaza                      | Hernán Zin                           | Espanya                                      |       |
| 2015 II edició dels Premis Platino  | Paco de Lucía: La búsqueda          | Francisco Sánchez Varela             | Espanya                                      |       |
| 2015 II edició dels Premis Platino  | ¿Quién es Dayani Cristal?           | Marc Silver                          | Mèxic                                        |       |
| 2016 III edició dels Premis Platino | El botón de nácar                   | Patricio Guzmán                      | Xile, Espanya                                | [ 3 ] |
| 2016 III edició dels Premis Platino | Allende mi abuelo Allende           | Marcia Tambutti Allende              | Xile, Mèxic                                  |       |
| 2016 III edició dels Premis Platino | Chicas nuevas 24 horas              | Mabel Lozano                         | Espanya, Perú, Argentina, Colòmbia, Paraguai |       |
| 2016 III edició dels Premis Platino | La once                             | Maite Alberdi                        | Xile                                         |       |
| 2016 III edició dels Premis Platino | The Propaganda Game                 | Álvaro Longoria                      | Espanya                                      |       |
| 2017 IV edició dels Premis Platino  | Nacido en Siria                     | Hernán Zin                           | Espanya                                      | [ 4 ] |
| 2017 IV edició dels Premis Platino  | Atrapados en Japón                  | Vivienne Barry                       | Xile                                         | [ 5 ] |
| 2017 IV edició dels Premis Platino  | Cinema Novo                         | Eryk Rocha                           | Brasil                                       | [ 5 ] |
| 2017 IV edició dels Premis Platino  | Frágil equilibrio                   | Guillermo García López               | Espanya                                      | [ 5 ] |
| 2017 IV edició dels Premis Platino  | Todo comenzó por el fin             | Luis Ospina                          | Colòmbia                                     | [ 5 ] |
| 2018 V edició dels Premis Platino   | Muchos hijos, un mono y un castillo | Gustavo Salmerón                     | Espanya                                      | [ 6 ] |
| 2018 V edició dels Premis Platino   | Ejercicios de memoria               | Paz Encina                           | Paraguai, Argentina                          | [ 7 ] |
| 2018 V edició dels Premis Platino   | Dancing Beethoven                   | Arantxa Aguirre Carballeira          | Espanya                                      | [ 7 ] |
| 2018 V edició dels Premis Platino   | El pacto de Adriana                 | Lissette Orozco                      | Xile                                         | [ 7 ] |
| 2018 V edició dels Premis Platino   | Los niños                           | Maite Alberdi                        | Xile                                         | [ 7 ] |
| 2019 VI edició dels Premis Platino  | El silencio de otros                | Robert Bahar, Almudena Carracedo     | Espanya                                      | [ 8 ] |
| 2019 VI edició dels Premis Platino  | La libertad del diablo              | Everardo González                    | Mèxic                                        | [ 9 ] |
| 2019 VI edició dels Premis Platino  | Camarón, flamenco y revolución      | Alexis Morante                       | Espanya                                      | [ 9 ] |
| 2019 VI edició dels Premis Platino  | Yo no me llamo Rubén Blades         | Abner Benaim                         | Panamà, Argentina, Colòmbia                  | [ 9 ] |

### 2020s
| Edició                               | Pel·lícula                                              | Direcció                           | País(os) de producció | Ref.   |
| ------------------------------------ | ------------------------------------------------------- | ---------------------------------- | --------------------- | ------ |
| 2020 VII edició dels Premis Platino  | Democracia em Vertigem                                  | Petra Costa                        | Brasil                | [ 10 ] |
| 2020 VII edició dels Premis Platino  | Ara Malikian: Una vida entre las cuerdas                | Nata Moreno                        | Espanya               | [ 11 ] |
| 2020 VII edició dels Premis Platino  | El cuadro                                               | Andrés Sanz                        | Espanya               | [ 11 ] |
| 2020 VII edició dels Premis Platino  | Historias de nuestro cine                               | Ana Pérez-Lorente, Antonio Resines | Espanya               | [ 11 ] |
| 2021 VIII edició dels Premis Platino | El agente topo                                          | Maite Alberdi                      | Xile                  | [ 12 ] |
| 2021 VIII edició dels Premis Platino | Babenco - Alguém Tem que Ouvir o Coração e Dizer: Parou | Bárbara Paz                        | Brasil                |        |
| 2021 VIII edició dels Premis Platino | Cartas mojadas                                          | Paula Palacios                     | Espanya               |        |
| 2021 VIII edició dels Premis Platino | El año del descubrimiento                               | Luis López Carrasco                | Espanya               |        |
| 2022 IX edició dels Premis Platino   | A Última Floresta                                       | Luiz Bolognesi                     | Brasil                | [ 13 ] |
| 2022 IX edició dels Premis Platino   | 100 días con la Tata                                    | Miguel Ángel Muñoz                 | Espanya               | [ 14 ] |
| 2022 IX edició dels Premis Platino   | Quién lo impide                                         | Jonás Trueba                       | Espanya               | [ 14 ] |
| 2022 IX edició dels Premis Platino   | Rita Moreno: Just a Girl Who Decided to Go for It       | Mariem Pérez Rivera                | Puerto Rico           | [ 14 ] |